# II. Erik dán király
II. Erik Eriksson vagy Felejthetetlen Erik (dánul: Erik Emune), (1090 körül – 1137. szeptember 18.) dán király 1134-től haláláig.

## Uralkodása
I. Erik törvénytelen fiaként született. A felejthetetlen melléknevet önmagának adományozta, miután – testvérét Knutot megbosszulandó – 1134-ben Lund mellett legyőzte nagybátyját, Nielset, és így megnyílt előtte az út a trónhoz. Kegyetlen királyként uralkodott. Hogy trónját biztosítsa, 1135-ben megölette testvérét, Haraldot és annak nyolc fiát; elismerte Lothar császár fennhatóságát; harcolt Magnus Sigurdsson norvég király és a vend kalózok ellen. Rügen sziget lakóit a keresztény hit felvételére kényszerítette. 1137-ben végül meggyilkolták.

## Gyermeke
- Erik 1132[1]-ben házasodott össze Malfridával (1105 k. – 1138 k.), aki nem szült neki gyermeket.
- Törvénytelen fia volt a későbbi III. (Grathe) Svend király (1127 – 1157)